# Clubul Sportiv al Armatei Steaua București (pallanuoto)
Il Clubul Sportiv al Armatei Steaua București noto anche come Steaua Bucarest è un club pallanuotistico rumeno, con sede nella città di Bucarest. Fondato nel 1949, fa parte della omonima polisportiva.

## Rosa 2025-2026
| N° |                       | Ruolo | Giocatore                |
| -- | --------------------- | ----- | ------------------------ |
|    | Romania (bandiera)    | P     | Marius Florin Tic        |
|    | Montenegro (bandiera) |       | Nebojsa Vusković         |
|    | Romania (bandiera)    |       | Vlad-Luca Georgescu      |
|    | Romania (bandiera)    |       | Tudor-Andrei Fulea       |
|    | Romania (bandiera)    |       | David-Joan Bota          |
|    | Romania (bandiera)    |       | Andrei-Radu-Ionut Neamtu |
|    | Francia (bandiera)    | A     | Ivan Zivkovic            |
|    | Romania (bandiera)    |       | Victor-Andrei Antipa     |
|    | Romania (bandiera)    |       | Raducu Dinca             |
|    | Romania (bandiera)    |       | Nicolae Oanta            |

| N° |                    | Ruolo | Giocatore             |
| -- | ------------------ | ----- | --------------------- |
|    | Romania (bandiera) |       | Francesco Iudean      |
|    | Romania (bandiera) |       | Dimitri Goanta        |
|    | Romania (bandiera) | P     | Eduard-Mihai Dragușin |
|    | Romania (bandiera) |       | Silvian Colodrovschi  |
|    | Romania (bandiera) |       | Sebastian Muresan     |
|    | Romania (bandiera) |       | Andrei Armean         |
|    | Romania (bandiera) |       | Andrei Tepelus        |
|    | Malta (bandiera)   | A     | Alec Fenech           |
|    | Serbia (bandiera)  | D     | Đorđe Vučinić         |

## Palmarès
- Campionato rumeno: 21

1952, 1953, 1954, 1955, 1956, 1991, 1992, 1993, 1994, 1995, 2005, 2006, 2016, 2017, 2018, 2019, 2020, 2021, 2022, 2023, 2024